# タルタルソース

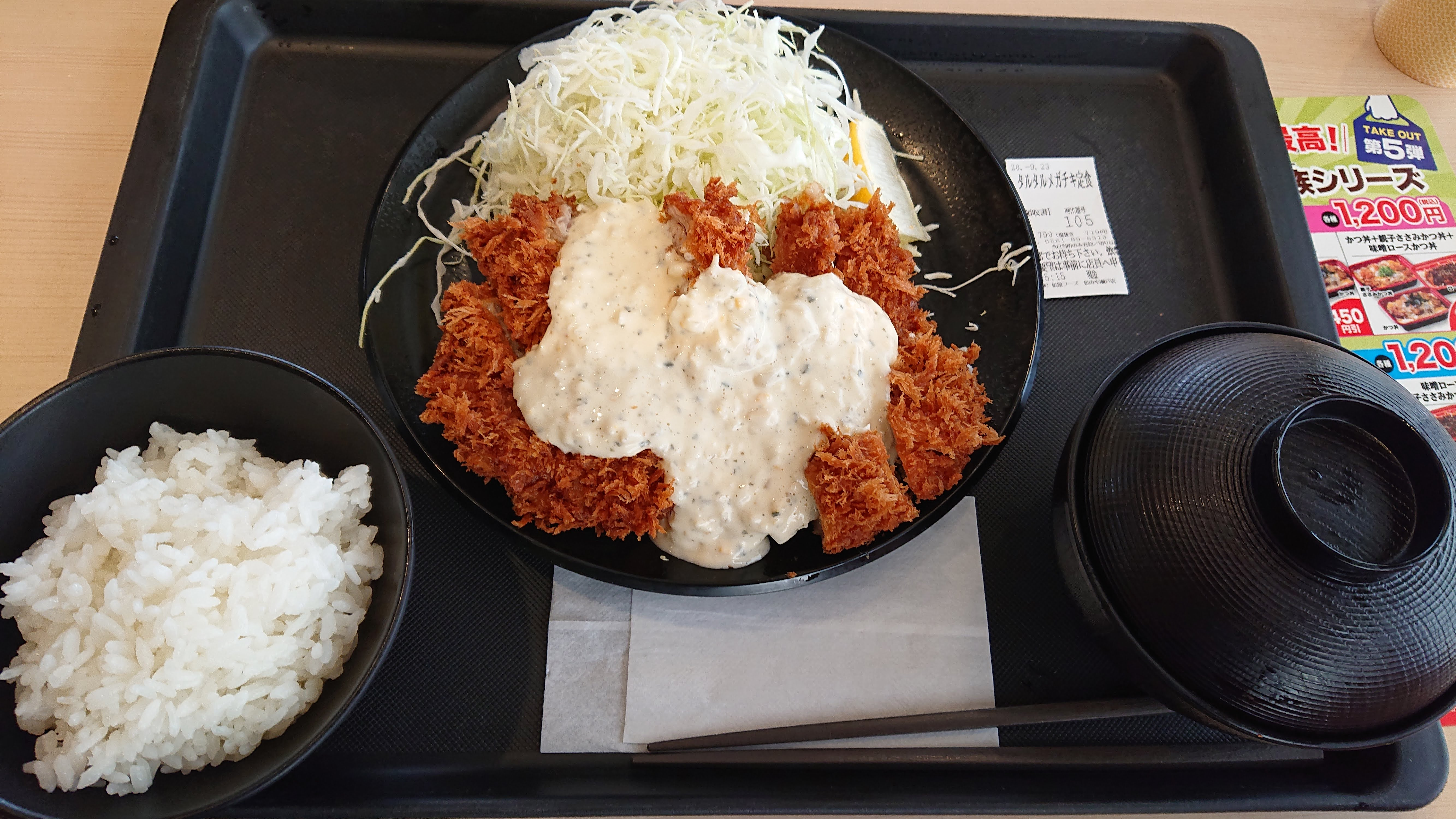
タルタルソースチキン

タルタルソース（英語: tartar sauce）は、マヨネーズを元にしたソースの一種である。
マヨネーズに、タマネギ、キュウリのピクルス、ケッパー、パセリ、チャイブなどをみじん切りにして混ぜ込んだ白い濃厚なソースである。オリーブのみじん切りやホースラディッシュ、ディジョンマスタードや酢を加えることもある。イギリスのレシピでは、ケッパー、ピクルス用きゅうり、レモン果汁、タラゴンを加える。
フィッシュ・アンド・チップス、エビフライ、カキフライなど海鮮類のフライに添えられることが多い。脂分の多いマヨネーズを元としていながら酸味や辛味の利いたさまざまな材料を合えているため、フライなど揚げ物の味覚と食感を軽快にすることで人気がある。日本では粗みじん切りにしたゆで卵が加えられることがある。
ポール・ボキューズは、タルタルソースはレムラード・ソースそのもので、レムラード・ソースを特徴づける裏濾したアンチョビをディジョンマスタードに置き換えたもの、と明記した。
フランスでタルタルステーキの付け合わせとして作られたという説があり、主材料に薬味や野菜のみじん切りを用いることが重複する。
日本では1966年（昭和41年）に初めて市販され、洋食の普及と共に親しまれている。ピクルスの代わりにラッキョウの甘酢漬け・柴漬けなど日本の漬物を入れる場合もある。マヨネーズを元にしているが、日本農林規格ではマヨネーズではなく「半固体状ドレッシング」に区分する。

## 歴史と語源
タルタルソースの名はギリシア神話のタルタロスと直接の関連はないが、東ヨーロッパ人がモンゴル帝国の遊牧民を称した｢タタール｣が、西ヨーロッパでギリシア語の「タルタロス」の影響で「タルタル人」と称され、タルタルの由来となる説が「タルタルステーキ#起源」に詳しい。
タルタルソースは19世紀の料理本に見られる。名称はフランス語の sauce tartare から派生した。tartareは、ユーラシアのステップから渡来してウクライナとロシアの一部を占領した古いフランス語でTartareと綴るタタール族、に由来するが詳細は不明である。
19世紀の人々が「タルタル」の名称で表そうとしたものは、1861年のイザベラ・ビートンの著書「The Book of Household Management」のレシピ481番にある「タルタル・マスタード」に見られる。タルタル・マスタードは西洋わさびのビネガー、カイエン、および普通のマスタードで作られる。
イザベラはレシピ503番「レムラード、またはフレンチ・サラダドレッシング」で、タタール地方が原産地のタラゴンを用いる製法を記している。ツァーリ時代のロシアで異国の雰囲気を意図した場合にロシア領土のうちシベリア南方のアジアはしばしばタタール地方と称されたことから、ロシア産タラゴンの原産地に由来するタラゴンマヨネーズの記述的用語としてソース・タルタルの語を、イザベラは用いたかもしれないが、ロシア産タラゴンは料理にほとんど使われなかった。このレシピ503番をオーギュスト・エスコフィエが40年後に標準化したものがレムラード・ソースとされている。
1903年にオーギュスト・エスコフィエは、ソース・レムラードのレシピをレシピ番号130で記した。これはマスタードとアンチョビ・エッセンスの両方を用いるが、本の残りの部分ではもっぱらソース・タルタルの語のみを用いた。これはオーストリアやボヘミアなど旧オーストリア領で一般的な用法で、レストランメニューでソース・レムラードとソース・タルタルは同義語である。ドイツ語の辞書 "Langenscheidt, Maxi-Woerterbuch Englisch, 120.000 Phrases of 2002" は、タルタルソースはレムラードソースであると定義している。
1890年頃から1914年の第一次世界大戦勃発までのオートキュイジーヌの黎明期に、細かく刻んだ牛フィレ肉をタルタルソースでドレッシングしたものを「ブフ・タルターレ Boeuf Tartare」またはタルタルステーキとして提供した。戦間期から今日まで、タルタルステーキはタルタルソースの中の具と合わせて提供することが流行だった。